# Mit venskab med Jesus Kristus
Mit venskab med Jesus Kristus er en roman fra 2008 af den danske forfatter Lars Husum.

## Handling
Nikolaj er en selvdestruktiv og utilpasset ung mand, der forsøger på at smadre sig gennem hverdagen og det københavnske natteliv. Siden Nikolajs forældre, sangstjernen Grith Okholm og postbudet Allan, omkom i en bilulykke, da Nikolaj var barn, har han ikke tilladt sig selv at føle lykke eller ro, og det eneste holdepunkt i hans liv er storesøsteren Søs. Tingene begynder dog at lysne da han møder Silje, forsangerinden i et Grith Okholm Jam Band, som han indleder et forhold til. Men da lykken og roen begynder at snige sig ind på Nikolaj føler han den som en spændetrøje, og i en brutal voldsrus smadrer han Siljes ansigt og forsøger, som så ofte før, at begå selvmord. Det bliver dråben, der får bægeret til at flyde over for den rummelige Søs, der tager livet af sig. Nikolaj rammer bunden. Men en nat vågner han af at en mand i hvid kjortel og sandaler lusker rundt i hans stue. Nikolaj handler resolut og knalder ham en over nakken med et tungt keramik askebæger, men det påvirker ikke manden. Han præsenterer sig som Jesus Kristus, og fortæller at han er kommet fordi han vil have Nikolaj til at blive et bedre menneske. I den forbindelse sender han Nikolaj til Tarm i Vestjylland, hvor Nikolajs forældre kom fra. I Tarm samler Nikolaj en gruppe mennesker, der skal hjælpe ham med at få gjort alt det onde, han har gjort, godt igen. Det indebærer både et opgør med bedsteforældrene, forsoning med Søs' mand og barn og endelig en stor musikfestival i Tarm til ære for byens tabte datter, Grith Okholm.

## Baggrund
Romanen er solgt til udgivelse i Sverige, Frankrig, Litauen, Italien, Holland, England, Norge og Indien, og filmrettighederne er købt af det danske filmselskab Nimbus Film.
Mit venskab med Jesus Kristus er udgivet på forlaget Gyldendal. (ISBN 978-87-02-07200-6)